# 坊城房子
坊城 房子（ぼうじょう ふさこ、1652年（承応元年） - 1676年9月7日（延宝4年7月29日））は、霊元天皇の典侍。父は権大納言の坊城俊広。母は飛鳥井雅章の娘。権大納言局・藤大典侍と称された。

## 生涯
権大納言の坊城俊広の娘として生まれる。霊元天皇の後宮に入り、権大納言局と称された。
後に典侍に進み、藤大典侍と称される。天皇の寵愛を受けて、懐妊をするが、同じ頃に東福門院の推挙で後宮に入った田向小路局（西洞院時良の娘）も懐妊したことで、2人の女性やその周辺の公家達の対立を引き起こして騒動になった（禁闕騒動）。
1669年（寛文9年）に第二皇女の憲子内親王を生んだ。しかし、江戸幕府の意向で鷹司房子の入内を進めていた板倉重矩（京都所司代、後に老中に転じる）の不興を買い、そのまま宮中を退出させられることになった。
1676年9月7日（延宝4年7月29日）、死去。享年25。